# Phare de Cabo Frio
Le Phare de Cabo Frio (en portugais : Farol do Cabo Frio) est un phare situé au sud de l'île de Cabo Frio (en)), une réserve biologique de la ville d'Arraial do Cabo, dans l'État de Rio de Janeiro, au Brésil.
Ce phare est la propriété de la Marine brésilienne et il est géré par le Centro de Sinalização Náutica e Reparos Almirante Moraes Rego (CAMR) au sein de la Direction de l'Hydrographie et de la Navigation (DHN).

## Histoire
Le premier phare, une tour cylindrique en pierre de 5 mètres de haut, a été mis en service le 17 février 1836. Il a été construit sur la plus haute colline de l'île, à une altitude de 395 mètres. La lanterne était équipée de lentilles catoptriques et de réflecteurs paraboliques éclairés par 18 lampes à huile.
Comme le sommet de l'île était fréquemment couvert de brouillard, en raison des courants d'air froid de l'Antarctique, le phare n'était pas toujours opérationnel. Il a été décidé de construire un autre phare au sud de l'île et à une altitude inférieure. Le deuxième phare était une tour cylindrique en pierre de 15 mètres de haut, avec un galerie et une lanterne. Il fut inauguré le 7 septembre 1861. La lanterne était aussi équipée de lentilles catoptriques et avait une portée de 20 milles marins (environ 37 km). En 1893, l'équipement a été changé avec une lentille de Fresnel de 1er ordre construite par la société française Barbier, Bénard et Turenne.
Le phare actuel, construit en 1926, est érigé à un niveau inférieur par rapport au second. Il s'agit d'une tour cylindrique en fonte de 16 mètres de haut, avec galerie et lanterne, peinte en blanc. Le feu, à une hauteur focale de 144 mètres, émet un flash blanc toutes les 10 secondes. Sa portée maximale est de 49 milles nautiques (environ 90 km).
Le phare et les habitations sont électrifiés par des générateurs diesel. En raison de la difficulté d'atteindre le phare par la jetée, un héliport a été construit à proximité du logement du gardien.
Identifiant : ARLHS : BRA062 ; BR2160 - Amirauté : G0346 - NGA : 18344.

## Caractéristique dufeu maritime
- Fréquence sur 10 secondes :
  - Lumière : 1,2 seconde
  - Obscurité : 8,8 secondes

### Lien connexe
- Liste des phares du Brésil